# دولت دوم فضل‌الله زاهدی
دولت دوم فضل‌الله زاهدی یکی از دولت‌های دوران پادشاهی مشروطه در دورهٔ پهلوی است که از اردیبهشت ۱۳۳۳ تا فروردین ۱۳۳۴ فعالیت کرد. رئیس این دولت، فضل‌الله زاهدی بود.
با آغاز دوره هجدهم مجلس شورای ملی، فضل‌الله زاهدی مطابق سنت پارلمانی استعفای دولت را روز ۱ اردیبهشت ۱۳۳۳ به حضور شاه تقدیم و پس از انتصاب مجدد به نخست‌وزیری در همین تاریخ، هیئت وزیران خود را ۲ اردیبهشت به حضور شاه و سپس به مجلس شورای ملی و روز ۴ اردیبهشت به مجلس سنا معرفی کرد. مجلس شورای ملی در تاریخ ۷ اردیبهشت با ۱۰۷ رأی از ۱۱۰ نفر به دولت وی رأی اعتماد داد. مجلس سنا نیز روز ۶ اردیبهشت با ۳۹ رأی از ۴۵ نفر، اعتماد خود را به دولت وی ابراز داشت.
این دولت روز ۱۷ فروردین ۱۳۳۴ در پی موافقت شاه با استعفای زاهدی سقوط کرد و زاهدی تحت عنوان معالجه از کشور خارج شد.

## هیئت دولت
| نخست‌وزیر                 |  | فضل‌الله زاهدی           | ۱ اردیبهشت ۱۳۳۳ | ۱۷ فروردین ۱۳۳۴ | نظامی |       |
| وزیران                   |  |                         |                 |                 |       |       |
| وزیر اقتصاد ملی          |  | سید فخرالدین شادمان     | ۲ اردیبهشت ۱۳۳۳ | ۱۴ آذر ۱۳۳۳     | مستقل | [ ۳ ] |
| وزیر اقتصاد ملی          |  | فضل‌الله زاهدی           | آذر ۱۳۳۳        | ۱۷ فروردین ۱۳۳۴ | نظامی | [ ۴ ] |
| وزیر امور خارجه          |  | عبدالله انتظام          | ۲ اردیبهشت ۱۳۳۳ | ۱۷ فروردین ۱۳۳۴ | مستقل | [ ۳ ] |
| وزیر بهداری              |  | جهانشاه صالح            | ۲ اردیبهشت ۱۳۳۳ | ۱۷ فروردین ۱۳۳۴ | مستقل | [ ۳ ] |
| وزیر پست و تلگراف و تلفن |  | عباس فرزانگان           | ۲ اردیبهشت ۱۳۳۳ | ۱۷ فروردین ۱۳۳۴ | نظامی | [ ۳ ] |
| وزیر دادگستری            |  | سید جمال‌الدین اخوی      | ۲ اردیبهشت ۱۳۳۳ | ۱۴ آذر ۱۳۳۳     | مستقل | [ ۳ ] |
| وزیر دادگستری            |  | سید فخرالدین شادمان     | ۱۴ آذر ۱۳۳۳     | ۱۷ فروردین ۱۳۳۴ | مستقل | [ ۵ ] |
| وزیر دارایی              |  | علی امینی               | ۲ اردیبهشت ۱۳۳۳ | ۱۷ فروردین ۱۳۳۴ | مستقل | [ ۳ ] |
| وزیر دفاع ملی            |  | عبدالله هدایت           | ۲ اردیبهشت ۱۳۳۳ | ۱۷ فروردین ۱۳۳۴ | نظامی | [ ۳ ] |
| وزیر راه                 |  | عباس گرزن               | ۲ اردیبهشت ۱۳۳۳ | ۱۷ فروردین ۱۳۳۴ | نظامی | [ ۳ ] |
| وزیر فرهنگ               |  | رضا جعفری               | ۲ اردیبهشت ۱۳۳۳ | ۱۷ فروردین ۱۳۳۴ | مستقل | [ ۳ ] |
| وزیر کار                 |  | مسعود ملکی              | ۲ اردیبهشت ۱۳۳۳ | ۱۷ فروردین ۱۳۳۴ | مستقل | [ ۳ ] |
| وزیر کشاورزی             |  | احمدحسین عدل            | ۲ اردیبهشت ۱۳۳۳ | ۱۷ فروردین ۱۳۳۴ | مستقل | [ ۳ ] |
| وزیر کشور                |  | فضل‌الله زاهدی           | ۲ اردیبهشت ۱۳۳۳ | ۱۷ فروردین ۱۳۳۴ | نظامی | [ ۳ ] |
| وزیران مشاور             |  |                         |                 |                 |       |       |
| وزیر مشاور               |  | محمدحسین جهانبانی       | ۲ اردیبهشت ۱۳۳۳ | اردیبهشت ۱۳۳۳   | نظامی | [ ۳ ] |
| وزیر مشاور               |  | امیرحسین خان ایلخان ظفر | ۲ اردیبهشت ۱۳۳۳ | ۱۷ فروردین ۱۳۳۴ | مستقل | [ ۳ ] |
| وزیر مشاور               |  | محمد نمازی              | ۱۳ آذر ۱۳۳۳     | ۱۷ فروردین ۱۳۳۴ | مستقل | [ ۶ ] |
| وزیر مشاور               |  | سید جمال‌الدین اخوی      | ۱۴ آذر ۱۳۳۳     | ۱۷ فروردین ۱۳۳۴ | مستقل | [ ۵ ] |
| معاونان نخست‌وزیر         |  |                         |                 |                 |       |       |
| معاون اداری              |  | موسی سرابندی            | ۲ اردیبهشت ۱۳۳۳ | ۱۷ فروردین ۱۳۳۴ | مستقل | [ ۷ ] |
| معاون پارلمانی           |  | غلامرضا فولادوند        | ۲ اردیبهشت ۱۳۳۳ | ۱۷ فروردین ۱۳۳۴ | مستقل | [ ۷ ] |

## یادداشت
1. ↑  جمشید مفخم به‌عنوان معاون بازرگانی و حبیب نفیسی به‌عنوان معاون صنایع منصوب شدند.